# Кирил Ивайлов
Кирил Ивайлов Бояджиев е български актьор.

## Ранен живот
Кирил Ивайлов е роден на 18 юни 1981 г. в София. През 1999 г. завършва 105 СОУ „Атанас Далчев“. През 2005 г. завършва НАТФИЗ „Кръстьо Сарафов“ със специалност Актьорско майсторство за Драматичен театър в класа на професор Пламен Марков, като от същата година до 2007 г. е асистент по Актьорско майсторство.

## Актьорска кариера
От 2005 до 2007 г. е щатен актьор в Драматичен театър „Гео Милев“ в Стара Загора. Ролите му там включват Той в „Асансьорът“ от Георги Марков на режисьора Калин Ангелов, Говедаря във „Великолепния рогоносец“ от Фернан Кромелинк с режисьор Пламен Марков, Янис в „Тестостерон“ от Анджей Саромонович под режисурата на Александър Събев.
От 2009 г. е актьор в сатиричния театър „Алеко Константинов“, където играе Хал в „Хленч“ от Стивън Въркоф на режисьора Цветан Даскалов, както и Асистент в „Олеле“ от Здрава Каменова с режисьор Георги Георгиев. Изпълнява и ролята на Мъжът в независимия проект „Отклонения“ под режисурата на Калин Ангелов. От 26 май 2010 г. изпълнява и ролята на Павел във „Васа Железнова“ от Максим Горки отново с режисьор Калин Ангелов в Музикално-драматичен театър „Константин Кисимов“.
От 2011 г. си партнира със Светломир Радев в постановката „Гарфънкъл търси Саймън“ на Здрава Каменова и Калин Ангелов, режисирана от Ангелов. От 2014 г. изпълнява моноспектакъла „Помощ, имам две деца! – Дневникът на един баща“ по текст на Каменова.
Ивайлов играе в постановките на Сатиричния театър „Злополучно криминале“ (в ролята на Робърт), „Лъжци по неволя“ (в ролята на Преподобния Бренди), „Случайна среща“ (в ролята на Клайв) и „Психо“ (в ролята на Доктор Прентис).

## Кариера на озвучаващ актьор
Ивайлов започва да се занимава с озвучаване на филми и сериали през 2008 г. Първият филм, за който дава гласа си, е „Майор Пейн“, а първият му сериал е „Неопитомени красавици“, като и двете заглавия са за bTV. Други сериали с негово участие са „Изгубени“ (четвърти и пети сезон на AXN), „Генезис“, „Колежани“, „Американски мечти“ и „Перла“. Също така озвучава в анимационни поредици като „Костенурките нинджа“ (дублаж на студио Тайтъл Бе-Ге), „Статичен шок“, Животът и приключенията на Джунипър Лий (дублаж на студио 1+1), „Кодово име: Съседските деца“ и „Джими Куул“.
| Актьор                | Заглавия | Роли                                                                                     |
| --------------------- | --- | ---------------------------------------------------------------------------------------- |
| Бил Скарсгорд         | Собствено правосъдие Джон Уик 4 | Дейн Маркиз Винсент Бисет дьо Гамон                                                      |
| Гай Пиърс             | Машината на времето Спомен | Д-р Александър Хартдеген Винсънт Сера                                                    |
| Джанкарло Еспозито    | Моля, залагайте! Лабиринтът: В обгорените земи | Оливър Орт Хорхе                                                                         |
| Джеф Бенет            | Кодово име: Съседските деца Легендата за Кора (дублаж на Александра Аудио) | Г-н Шеф Широ Шиноби                                                                      |
| Джеймс Макавой        | Разврат То: Част втора | Брус „Робо“ Робъртсън Бил Денброу                                                        |
| Джим Кери             | Батман завинаги (дублаж на bTV) Кабелджията (дублаж на студио Тайтъл Бе-Ге) Блясъкът на чистия ум (дублаж на Медиа Линк) Пингвините на Мистър Попър От глупав по-глупав: Завръщането (дублаж на студио VMS)                                              | Едуард Нигма/Гатанката Ърни „Чип“ Дъглас/Кабелджията Джоел Бариш Том Попър Лойд Кристмас |
| Джон Стивънсън        | Семейство Флинтстоун: Яба Даба Ду! (дублаж на студио Тайтъл Бе-Ге) Коледата на семейство Флинтстоун (дублаж на студио Тайтъл Бе-Ге) | Г-н Слейт                                                                                |
| Еди Мърфи             | Шрек Трети (дублаж на Андарта Студио) Шрек завинаги (дублаж на Андарта Студио) | Магарето                                                                                 |
| Ейдриън Паздар        | Уморените лъвове Супергърл | Продавач Морган Едж                                                                      |
| Крисчън Потенза       | Остров Пълна драма (дублаж на студио 1+1) Студио Пълна драма Световно турне Пълна драма Пълна драма: Отмъщението на острова Пълна драма: All Stars/Пълна драма: Остров Пакитю                                                                            | Крис Маклейн                                                                             |
| Луис Гусман           | Чистачът Двама мъже в града | Детектив Джим Варгас Терънс Салдано                                                      |
| Матю Лилард           | Скуби-Ду и проклятието на 13-ия дух Честит Хелоуин, Скуби-Ду! | Шаги Роджърс                                                                             |
| Томас Броуди-Сангстър | Лабиринтът: Невъзможно бягство Лабиринтът: В обгорените земи | Нют                                                                                      |
| Фил Ламар             | Статичен шок Животът и приключенията на Джунипър Лий (дублаж на студио 1+1) | Върджил Хоукинс/Статик Маркъс Конър                                                      |
| Франк Уелкър          | Семейство Флинтстоун: Яба Даба Ду! (дублаж на студио Тайтъл Бе-Ге) Коледата на семейство Флинтстоун (дублаж на студио Тайтъл Бе-Ге) Скуби-Ду и WWE: Проклятието на пилота-фантом Скуби-Ду и Кiss: Мистерията на рокендрола (дублаж на Саунд Сити Студио) | Барни Ръбъл Фред Джоунс                                                                  |

## Личен живот
Има един син от брака си с актрисата Здрава Каменова. През 2013 г. им се ражда второ дете. Ивайлов и Каменова се развеждат през 2016 г.

## Филмография
- „Откраднат живот“ (2017 г.) – Йосиф (в епизоди 3x22 и 3x23 е кредитиран като Бездомник)